# Schirmacher Ponds
Die Schirmacher Ponds sind eine verstreute Gruppe aus Schmelzwassertümpeln an der Prinzessin-Astrid-Küste des ostantarktischen Königin-Maud-Lands. Sie liegen 60 km nördlich des Alexander-von-Humboldt-Gebirges in der Schirmacher-Oase.
Teilnehmer der Deutschen Antarktischen Expedition 1938/39 unter der Leitung des Polarforschers Alfred Ritscher entdeckten sie. Ritscher benannte das gesamte Gebiet nach seinem Piloten Richardheinrich Schirmacher (1909–unbekannt) als Schirmacher-Seenplatte. Das Advisory Committee on Antarctic Names untergliederte das Objekt 1966 in die Schirmacher-Oase (englisch Schirmacher Hills) und die hier beschriebenen Tümpel.